# Efekt aerozolowy bezpośredni
Efekt aerozolowy bezpośredni (ang. aerosol direct effect) – jeden ze sposobów, w jaki aerozole atmosferyczne wpływają na bilans energetyczny planety a tym samym – jej klimat. Polega na bezpośrednim oddziaływaniu cząstek aerozolu atmosferycznego z promieniowaniem słonecznym. Może ono polegać na:
- absorpcji promieniowania (ocieplający wpływ na klimat),
- rozpraszaniu promieniowania (chłodzący wpływ na klimat)[1][3].

Do aerozoli absorbujących promieniowanie słoneczne należą przede wszystkim cząstki sadzy oraz inne cząstki zawierające węgiel, np. pochodzące z pożarów. Popularnym aerozolem rozpraszającym promieniowanie słoneczne jest aerozol siarczanowy pochodzenia naturalnego (np. wulkanicznego) oraz antropogenicznego (liczne procesy przemysłowe, w tym spalanie paliw kopalnych).